# Alexandre Pittin
Alexandre Pittin (Sallanches, 21 settembre 1983) è un ex sciatore alpino francese.

## Biografia
Originario di Chamonix e attivo in gare FIS dal novembre del 1998, Pittin esordì in Coppa Europa il 5 marzo 2002 a Tignes in discesa libera (66º) e in Coppa del Mondo il 10 febbraio 2004 a Chamonix nella medesima specialità (47º). Conquistò l'unica vittoria in Coppa Europa, nonché unico podio, il 31 gennaio 2008 a Chamonix in discesa libera; nella stessa stagione ottenne a Kvitfjell i suoi migliori piazzamenti in Coppa del Mondo, classificandosi 31º nelle discese libere del 29 febbraio e del 1º marzo. Prese per l'ultima volta il via in Coppa del Mondo il 7 marzo 2009, ancora a Kvitfjell in discesa libera (52º), e si ritirò all'inizio della stagione 2009-2010; la sua ultima gara fu il supergigante di Coppa Europa disputato il 10 novembre a Reiteralm e chiuso da Pittin al 63º posto. In carriera non prese parte a rassegne olimpiche o iridate.

## Palmarès

### Coppa Europa
- Miglior piazzamento in classifica generale: 43º nel 2008
- 1 podio:
  - 1 vittoria

#### Coppa Europa - vittorie
| Data            | Località | Paese   | Specialità |
| --------------- | -------- | ------- | ---------- |
| 31 gennaio 2008 | Chamonix | Francia | DH         |

Legenda:

DH = discesa libera